# AQUIND
L’interconnexion électrique AQUIND est un projet du câble sous-marin CCHT entre la France et l’Angleterre,.

## Itinéraire
Le câble reliera la sous-station de Hampshire en Angleterre à la sous-station de Barnabos en Normandie en France,. Il est proposé de poser le câble à Eastney à Portsmouth (Royaume-Uni) et au Havre (France). Le tracé est long de 242 km, dont 187 km sous la mer, 25 km sur terre au Royaume-Uni et 30 km sur terre en France. Les câbles terrestres seront posés principalement sous les routes existantes.

## Spécifications
La liaison CCHT sera composée de 4 câbles principaux, ainsi que de deux câbles à fibre optique beaucoup plus fins pour le contrôle opérationnel et communications. Le CCHT implique des pertes de transmission plus faibles que la technologie classique de courant alternatif (CA) utilisée dans la plupart des réseaux électriques existants. La liaison sera construite sous la forme de deux circuits séparés de 1000 MW, chacun ayant ses propres systèmes de contrôle et de sécurité et ses propres alimentations électriques auxiliaires. Les circuits de courant continu fonctionneront à la tension continue de 320 kV, et fonctionneront comme des monopôles symétriques.
Aquind prévoit de fournir jusqu’à 2 GW d’électricité d'ici à la fin de 2022. Le projet prévoit le transport au total plus de 17 millions de MWh, soit 3 % de la consommation française et 5 % de la consommation britannique.
Le projet devrait coûter 1,1 milliard de livres sterling,.

## Histoire
La Commission de régulation de l’énergie a indiqué en 2017 que le projet « ne serait économiquement pas pertinent dans aucun des scénarios étudiés (…) au regard des incertitudes pesant sur les modalités de sortie du Royaume-Uni de l’Union européenne ».
Le projet est retenu en 2017 comme Projet d’intérêt commun par la Commission européenne dans le cadre de son domaine prioritaire des « Autoroutes de l’électricité ». Puisque le projet favorise la concurrence, améliore la sécurité d’approvisionnement et l'atteinte des objectifs communautaires en matière de réduction des énergies à effet de serre, cet agrément permet de bénéficier de permis accélérés. Cependant, le ministère de la Transition écologique a refusé cette qualification en 2019, et l'entreprise a été déboutée dans son appel de la décision. L'Agence de coopération des régulateurs de l’énergie a aussi refusé cet agrément, indiquant que des subventions dans les deux pays hôtes n'ont pas été demandés, alors que l'entreprise ne souhaite pas dépendre d'aides publiques, et rester ainsi un projet "privé".
En novembre 2019, Aquind a soumis une demande officielle de planification pour la liaison au Royaume-Uni. En juillet 2019, le conseil de Portsmouth s’est formellement opposé aux plans, au motif qu’ils entraîneraient des perturbations inacceptables dans une zone à forte densité de population. Entre février et avril 2019, la société a entrepris un exercice de consultation statuaire. En 2020, le projet tente de nouveau de convaincre de la nécessité de lui accorder une exemption aux règles européennes sur les interconnexions.
Le préfet de la Seine-Maritime a rejeté en 2021 la demande d’autorisation environnementale, au motif que la ville d’Hautot-sur-Mer n'a pas fourni l’autorisation d’occupation du domaine public nécessaire pour l’atterrage des câbles.
Le secrétaire d’État britannique Kwasi Kwarteng rend en 2022 un avis négatif, en demandant d'étudier des alternatives évitant de passer par les zones fortement urbanisées du sud de l'Angleterre. Cette décision a été annulée par la justice en janvier 2023. Elle sera probablement renvoyée à l'actuel secrétaire, Grant Shapps.

## Investisseurs
Le journal The Guardian a rapporté que les promoteurs du projet, Viktor Fedotov et Alexander Temerko, sont tous deux des donateurs importants du parti conservateur et des députés, et que « trois ministres conservateurs ont déjà dû se récuser du processus décisionnel en raison de leurs liens avec l'entreprise ». L'homme d'affaires russe Viktor Fedotov aurait notamment bénéficié d’argent détourné de la société publique russe de gaz et d’électricité. Près de 10 % des députés ont reçu des dons d'entreprises liées à Fedotov. L'entreprise a nié avec véhémence tout acte répréhensible et a déclaré qu'elle « ne resterait pas silencieuse et n'accepterait pas la calomnie basée sur la xénophobie et les principes de la culpabilité par association », et qu'elle envisage d'intenter une action en justice contre les médias impliqués.
Temerko a décrit la ministre d'État à la politique commerciale Penny Mordaunt, qui a souligné les préoccupations de certains électeurs sur le sujet, comme une "femme absolument incontrôlable" et une "menace pour la sécurité nationale". Mordaunt a par la suite déclaré que le code de conduite du Parti conservateur doit s'appliquer à tous les membres, y compris les donateurs, et a suggéré que les collègues du parti ne devraient pas accepter de fonds de Temerko. Aquind et Temerko ont fait don de 1,1 million de livres sterling au Parti conservateur, dont 21 députés et ministres,.
Le ministre Martin Callanan est un ancien administrateur d'Aquind, le ministre James Wharton est lui consultant auprès de l'entreprise.